# بازیل دیردن
بِیزیل دی‌یردن (انگلیسی: Basil Dearden; ۱ ژانویهٔ ۱۹۱۱ – ۲۳ مارس ۱۹۷۱) یک کارگردان، تهیه‌کننده، و فیلم‌نامه‌نویس اهل بریتانیا بود. وی در وست‌کلیف-آن-سی، اسکس متولد شد. او فارغ‌التحصیل رشتهٔ کارگردانی تئاتر بود. وی بین سال‌های ۱۹۳۸ تا ۱۹۷۰ میلادی فعالیت می‌کرد. از جمله فیلم‌هایی که وی کارگردانی کرده می‌توان نیم‌تنه رنگارنگ و خرطوم اشاره کرد.